# جامعة القديس يوحنا
كانت جامعة القديس يوحنا (SJU) جامعة مسيحية في شنغهاي. تأسست عام 1879 من قبل المبشرين الأمريكيين، وكانت واحدة من أقدم الجامعات وأكثرها شهرة في الصين، وغالبًا ما تُعتبر جامعة هارفارد الصينية.
بعد تأسيس جمهورية الصين الشعبية، أغلقت الحكومة الشيوعية الجامعة في عام 1952. تم نقل معظم أعضاء هيئة التدريس والطلاب ومجموعات المكتبات إلى جامعة شرق الصين العادية. قام مجلس إدارتها بنقل الجامعة إلى هونغ كونغ، حيث أسس كلية تشونغ تشي، وهي جزء من الجامعة الصينية في هونغ كونغ. يتم استخدام حرمها الجامعي السابق في شنغهاي الآن من قبل جامعة شرق الصين للعلوم السياسية والقانون.

## تاريخ

### مؤسسة مثل كلية القديس يوحنا

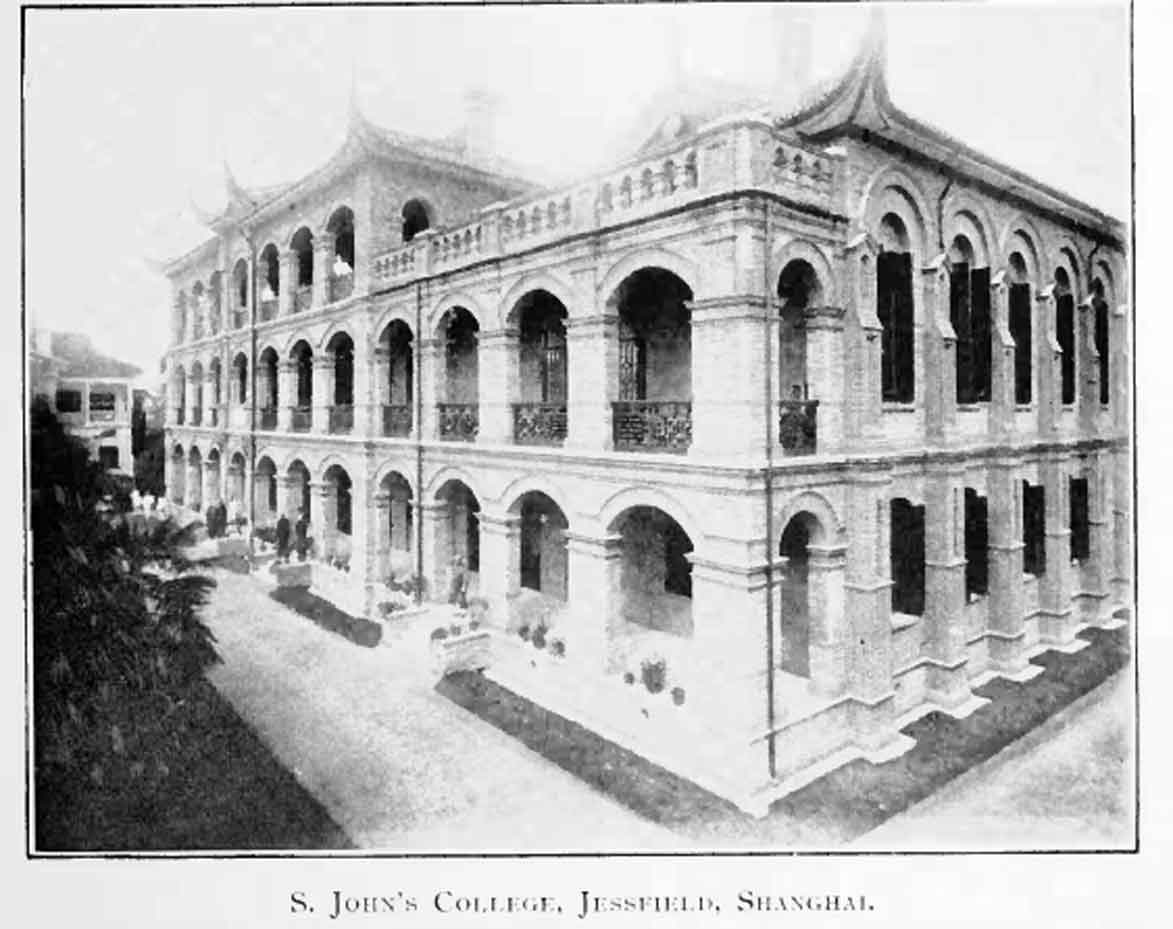
كلية القديس يوحنا على طريق جيسفيلد

تأسست الجامعة في عام 1879 باسم «كلية القديس يوحنا» من قبل ويليام جونز بون وجوزيف شيريشوسكي، أسقف شنغهاي، من خلال الجمع بين كليتين أنجليكانيتين موجودتين مسبقًا في شنغهاي. كان المهندس المعماري للمباني الرباعية الأصلية للكلية هو المهندس المعماري ويليام هالسي وود من نيوارك بولاية نيوجيرسي. كان أول رئيس هو ين يون تشينغ (صيني: 顏 永 京، 1838-1898). خلال الفترة المبكرة من كلية القديس يوحنا، ساعدت ليديا ماري فاي (1804-1878)، وهي مبشرة من البعثة البروتستانتية الأسقفية للصين (أو بعثة الكنيسة الأمريكية)، في إنشاء قاعة دوان، وهي مدرسة ثانوية أصبحت فيما بعد جزءًا من كلية القديس يوحنا.
بدأت مدرسة القديس يوحنا بـ 39 طالبًا ودرست بشكل رئيسي باللغة الصينية. في عام 1891، تغيرت إلى التدريس مع اللغة الإنجليزية كلغة رئيسية. بدأت الدورات بالتركيز على العلوم والفلسفة الطبيعية.

### جامعة القديس يوحنا

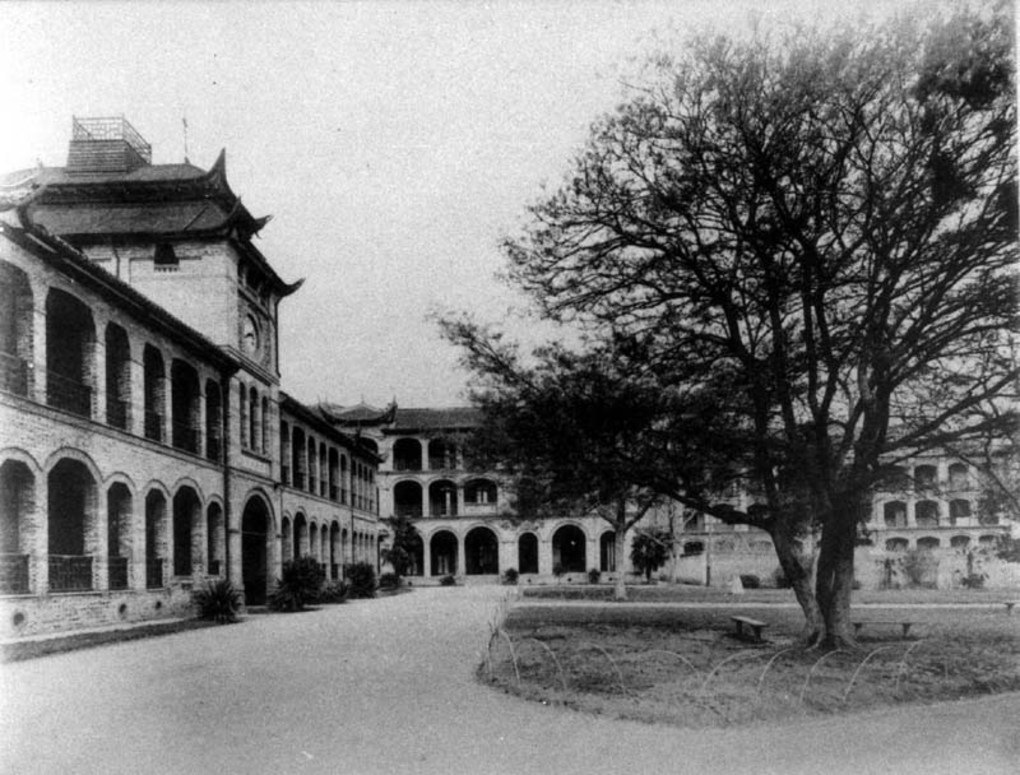
جامعة القديس يوحنا عام 1905

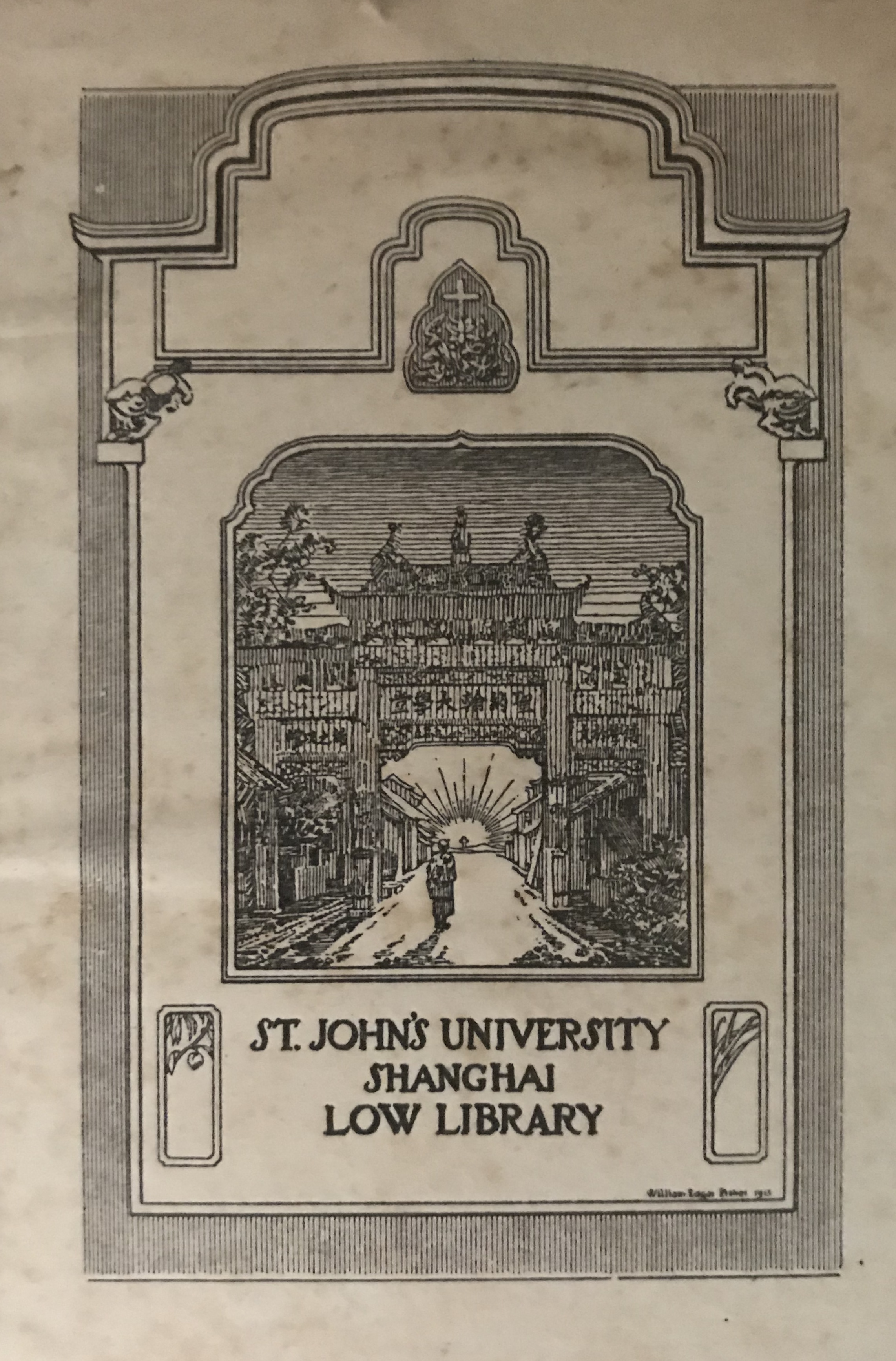
لوحة مكتبة الجامعة

في عام 1905، أصبحت كلية القديس يوحنا جامعة القديس يوحنا وتم تسجيلها في واشنطن العاصمة بالولايات المتحدة. ومن ثم فهي تتمتع بمكانة جامعة محلية ويمكن للخريجين الأمريكيين من القديس يوحنا الانتقال مباشرة إلى كليات الدراسات العليا في الولايات المتحدة. نتيجة لذلك، جذبت الجامعة بعضًا من ألمع وأغنى الطلاب في شنغهاي في ذلك الوقت. كانت أول مؤسسة تمنح درجة البكالوريوس في الصين، ابتداء من عام 1907.
كانت الجامعة تقع في 188 طريق جيسفيلد (الآن وانهاندو لو)، على منعطف من خور سوتشو في شنغهاي، وقد تم تصميمها لدمج العناصر المعمارية الصينية والغربية.
في عام 1925، غادر بعض الأكاديميين والطلاب جامعة القديس يوحنا وشكلوا جامعة كوانغ هوا. في عام 1951، تم دمج كوانغ هوا في جامعة شرق الصين للمعلمين.

### الحرب الأهلية الصينية والانفصال
نجت الجامعة من الحرب العالمية الثانية والحرب الأهلية الصينية. ومع ذلك، في عام 1952، تبنت الحكومة الشيوعية سياسة إنشاء جامعات متخصصة على الطراز السوفيتي في ذلك الوقت. بموجب هذه السياسة، تم تفكيك كنيسة القديس يوحنا. تم دمج معظم كلياتها في جامعة شرق الصين للمعلمين. تم دمج كلية الطب في كلية شنغهاي الطبية الثانية، والتي أصبحت كلية الطب، جامعة شنغهاي جياو تونغ في 2005. أصبح الحرم الجامعي موقعًا لجامعة شرق الصين للسياسة والقانون.
بعد الثورة الثقافية في الصين، قرر الموظفون الباقون على قيد الحياة من إدارة كلية الطب بجامعة القديس يوحنا الأصلية التعرف على الطلاب الذين تم تكليفهم بالانتقال وتخرجوا بعد ذلك من كلية الطب الثانية بشنغهاي بدرجة مشرفة من كلية الطب بجامعة القديس يوحنا؛ تم التوقيع على الدبلوم من قبل رئيس القديس يوحنا الأصلي الذي يحظى باحترام كبير.

## خريج متميز
- كليمنت تشانغ (1929-2018)، أكاديمي وسياسي تايواني
- تشين تشي لو (1923-2014)، وزير مجلس الشؤون الثقافية في جمهورية الصين، 1981-1988
- تشنغ تيان هسي (1884–1970)، مؤلف وفقيه، آخر سفير لجمهورية الصين لدى المملكة المتحدة
- إيرين تشو (1924-2011)، فنانة
- تشنغ يوشو (مواليد 1924)، دبلوماسي وشاعر
- ريموند تشاو (1927-2018)، صانع أفلام
- شيلي ن. تشو (1924-2001)، جراح أعصاب، البحرية الأمريكية؛ العميد المؤقت لكلية الطب بجامعة مينيسوتا
- تشونغ سزي يوين (1917-2018)، سياسي من هونج كونج
- توماس داو (1921-2009)، طبيب طور بدائل لعلاج سرطان الثدي.[4]
- روبرت فان (1893-1979)، مهندس معماري
- زي واي فو، أو فو زيوان (1919-2011)، رجل أعمال صيني ياباني ومحسن
- فرانسيس هسو (1920-1973)، الأسقف الكاثوليكي السابق لهونغ كونغ
- رايسون هوانغ رتبة الإمبراطورية البريطانية (1920-2015)، كيميائي، نائب رئيس جامعة هونغ كونغ
- هو بيكوان (1920-2019)، مهندس ميكانيكي ومهندس طيران.
- ويلينجتون كو (1888–1985)، دبلوماسي، رئيس جمهورية الصين السابق، وزير الخارجية، قاضٍ سابق ونائب رئيس محكمة العدل الدولية
- كوان سونغ سينغ (1892-1960)، مهندس معماري، «أبو سباقات المضمار والميدان في تايوان»
- لين يوتانج (1895–1976)، كاتب
- ليو هونغ شنغ (1888–1956)، رجل صناعي معروف باسم «ملك الكبريت»
- ليو تونغهوا (1929-2018)، أخصائي علم الأمراض، أكاديمي في الأكاديمية الصينية للهندسة
- ليو ييتشانغ (1918-2018)، كاتب
- لو بينغ (1927-2015)، سياسي صيني مسؤول عن عودة هونغ كونغ وماكاو إلى الصين
- ما يويهان، أو جون ما (1883-1966)، مؤسس التربية البدنية في الصين الحديثة
- منغ شيانتشنغ (1899-1967)، معلم، أول رئيس لجامعة شرق الصين للمعلمين
- نجان شينغ كوان (1900-2001)، قطب النقل والممتلكات في هونغ كونغ
- آي إم بي (1917-2019)، مهندس معماري (التحق بالمدرسة الثانوية بالجامعة)
- تشيان ليرين (مواليد 1924)، سياسي ودبلوماسي صيني
- شي جيويونغ (مواليد 1926)، فقيه، الرئيس السابق لمحكمة العدل الدولية
- رونغ يرين (1916-2005)، «الرأسمالي الأحمر» مؤسس مجموعة سيتيك ونائب رئيس جمهورية الصين الشعبية
- جيانغ شاوجي (1919-1995)، طبيب باطني وأخصائي أمراض الجهاز الهضمي في الصين
- جينغ شو بينغ (1918-2009، تخرج عام 1939)، رجل أعمال، مؤسس بنك مينشنغ، أول بنك خاص في الصين [5]
- تسي في سونغ (1894–1971)، سياسي ورجل أعمال، رئيس وزراء جمهورية الصين، شقيق الأخوات سونغ
- كيه بنج (1915-2012)، الأسقف الأنجليكاني والزعيم الوطني للبروتستانت في جمهورية الصين الشعبية
- تساي (كاي) نينج (1930-1996)، طبيب نفسي في مركز شنغهاي للصحة العقلية ورائد في علم الأدوية النفسي الصيني، وطب الشيخوخة والطب النفسي الجسدي
- فرانك تساو (1925-2019)، قطب الشحن، مؤسس مجموعة IMC ومؤسسة ماليزيا الدولية للشحن
- فيفيان شون وين وو (1913-2008)، سيدة أعمال
- ين شيا كان (1905-1993)، سياسي ونائب رئيس سابق ورئيس جمهورية الصين
- تشو وين تشونغ (1923-2019)، ملحن صيني أمريكي للموسيقى الكلاسيكية
- تشو يوغوانغ (1906-2017)، عالم لغوي
- وانغ يونغنيان (1927-2012)، مترجم أدبي
- يو هونغ تشون (1898-1960)، أو أوك يوي، رئيس وزراء جمهورية الصين
- تشو تشى تشن (1927-2014)، نائب وزير الخارجية، سفير الصين لدى الولايات المتحدة الأمريكية، ورئيس لجنة الشؤون الخارجية في المؤتمر الشعبي الوطني للصين
- تشانغ بولينج (1876-1951) مؤسس جامعة نانكاي ونظام مدارس نانكاى
- تشانغ تشانغ (1929-2020)، عالم آثار
- تشن تشونغ يى (1923-2019)، مهندس وأكاديمي وسياسي
- ألفا شيانغ (مواليد 1927)، اقتصادي رياضي
- بولين وو تسوي (1920-2018)، ناشطة صينية أمريكية في مجال حقوق المرأة

## الإدارة
- فرانسيس ليستر هوكس بوت، رئيس كلية القديس يوحنا 1888 إلى 1896، رئيس جامعة القديس يوحنا من 1896 إلى 1941
- وليام ZL (سيليانغ) سونغ كان نائب رئيس جامعة القديس يوحنا تحت قيادة فرانسيس ليستر هوكس بوت ولاحقًا أول رئيس صيني مولود بالإنابة خلال الحرب العالمية الثانية. تم اتهامه بالتعاون مع اليابانيين بعد الحرب، وسجن، ثم بُرئ لاحقًا. وقد ساعد في قيادة أول وفدين من الصين إلى أولمبياد 1932 و 1936. هاجر إلى الولايات المتحدة وأصبح كاهنًا في الكنيسة الأسقفية يعمل كشابلين مع أبرشية كاليفورنيا. أيضا خريج جامعي.
- وليام باين روبرتس، المدرب والقائم بأعمال الرئيس في غياب بوت (بحاجة للتحقق)
- كان ديفيد ZT ين، رئيس الجامعة، باحثًا صينيًا بارزًا مثل جمعية الشبان المسيحيين في شنغهاي في مطلع القرن.

## المؤسسات ذات الأسماء التي تخلد ذكرى جامعة القديس يوحنا
للحفاظ على تقاليد المدرسة على قيد الحياة، أسس خريجو جامعة القديس يوحنا (يسمون يوهانيون) ثلاث مؤسسات أكاديمية تحمل نفس الاسم:
- في منطقة تامسوي، تايوان، تأسست جامعة القديس يوحنا عام 1967.
- في فانكوفر، تأسست كلية القديس يوحنا في جامعة كولومبيا البريطانية في عام 1997.[1]
- في شنغهاي، ستفتح كلية القديس يوحنا في جامعة شرق الصين للمعلمين أبوابها في عام 2016.[6]

## روابط خارجية
- رابطة خريجي جامعة القديس يوحنا نسخة محفوظة 29 سبتمبر 2007 على موقع واي باك مشين.